# Give Your Heart a Break
"Give Your Heart a Break" är en sång av den amerikanska sångeren Demi Lovato, taget från hens tredje studioalbum Unbroken. Sången släpptes den 23 januari 2012 som den andra och sista singeln från albumet. Sången skrevs och producerades av Josh Alexander och Billy Steinberg. Textmässigt handlar sången om huvudpersonens försök att övertala pojkvännen att hon inte kommer såra honom eftersom han har blivit sårad i ett tidigare förhållande och är rädd för att det ska hända igen.

## Bakgrund och komposition
Från början var det tänkt att Lovato's andra singel skulle vara "Who's That Boy", men Lovato ändrade sig senare och skrev på Twitter att det skulle bli "Give Your Heart a Break" istället. Sången skrevs och producerades av Josh Alexander och Billy Steinberg, som är mest kända för deras arbete med The Veronicas och JoJo. I en intervju med MTV förklarade Lovato att trots ordet "heartbreak" finns med i titeln, handlar sången om den raka motsatsen. Hen avslöjade även att sången handlar mycket om förtroende i ett förhållande.

## Priser och nomineringar
| År   | Pris                               | Kategori                               | Jobb                      | Resultat  |
| ---- | ---------------------------------- | -------------------------------------- | ------------------------- | --------- |
| 2012 | Teen Choice Awards                 | "Choice Summer Song"                   | "Give Your Heart a Break" | Nominerad |
| 2012 | Teen Choice Awards                 | "Choice Love Song"                     | "Give Your Heart a Break" | Nominerad |
| 2012 | Fanta Irresistible Awards          | "Most Irresistible Song As A Ringtone" | "Give Your Heart a Break" | Vinst     |
| 2012 | Shot Music Awards                  | "Shot Single"                          | "Give Your Heart a Break" | Vinst     |
| 2012 | Teen Icon Awards                   | "Iconic Song"                          | "Give Your Heart a Break" | Vinst     |
| 2012 | Fuse Awards                        | "Music Video of the Year"              | "Give Your Heart a Break" | Nominerad |
| 2013 | Special Awards (Hollywood Records) | "The Song Most Played Song in America" | "Give Your Heart a Break" | Vinst     |

## Låtlista
| 1. | Give Your Heart a Break | Josh Alexander, Billy Steinberg | Alexander, Steinberg | 3:25 |

| 1. | Give Your Heart a Break                      | Alexander, Steinberg                                   | Alexander, Steinberg | 3:25 |
| 2. | Give Your Heart a Break (The Alias Club Mix) | Alexander, Steinberg                                   |                      | 5:58 |
| 3. | Aftershock                                   | Amy Pearson, Shelly Peiken, Leah Haywood, Daniel James | Dreamlab             | 3:10 |
| 4. | Yes I Am                                     | Dapo Torimiro, Priscilla Renea                         | Dapo                 | 3:01 |